# Azumi (film)
Série
Azumi 2
(2005)
Pour plus de détails, voir Fiche technique et Distribution.
Azumi (あずみ) un film japonais réalisé par Ryūhei Kitamura en 2003. Il est adapté du manga du même nom, Azumi.

## Synopsis
Dans un Japon déchiré par la guerre, le shogun Tokugawa, désespéré de rétablir la paix à son peuple, ordonne l'assassinat des chefs de guerre hostiles. Une jeune femme, avec neuf autres orphelins, est élevée depuis sa naissance à devenir un assassin. Son nom est Azumi, l'assassin ultime.

## Fiche technique
- Titre : Azumi
- Titre original : あずみ
- Réalisation : Ryūhei Kitamura
- Scénario : Isao Kiriyama et Rikiya Mizushima, d'après le manga de Yū Koyama (ja)
- Musique : Tarō Iwashiro
- Photographie : Takumi Furuya
- Montage : Shuichi Kakesu
- Direction artistique : Yuji Hayashida
- Production : Toshiaki Nakazawa et Mataichiro Yamamoto
- Pays de production :  Japon
- Langue originale : japonais
- Format : couleurs - 1,85:1 - 35 mm - Dolby Digital
- Genre : action, aventure
- Durée : 128 minutes
- Dates de sortie :
  - Japon : 10 mai 2003[1]
  - France : 9 septembre 2004 (sortie vidéo[2]), 3 août 2006 (sortie vidéo[3],[4])

## Distribution
- Aya Ueto (V.F. : Barbara Beretta) : Azumi
- Shun Oguri : Nachi
- Hiroki Narimiya : Ukiha
- Kenji Kohashi : Hyuga
- Takatoshi Kaneko : Amagi
- Yuma Ishigaki : Nagara
- Yasuomi Sano : Yura
- Shinji Suzuki : Awa
- Eita : Hiei
- Shogo Yamaguchi : Komoru
- Kazuki Kitamura : Inoue
- Ken'ichi Endō : Sajiki Isshin
- Kazuya Shimizu : Sajiki Nisai
- Ryō : Osowareru Haha-Oya

## Autour du film
- Le développeur de jeux vidéo Hideo Kojima, connu pour sa série des Metal Gear Solid, apparaît comme une des brutes tuées par Azumi durant la bataille finale.

## Distinctions
- Awards of the Japanese Academy 2004 : nomination au prix de la meilleure actrice pour Aya Ueto
- Festival du film de Philadelphie 2004 : Prix du public